# Ісмаїлов Рустем Якубович
Ісмаїлов Рустем Якубович (нар. 3 вересня 1984 р.) - кримськотатарський політв’язень. Засуджений російською владою за причетність до діяльності “Хізб ут-Тахрір”.

## Життєпис
Народився 3 вересня 1984 р. у місті Навої (Узбекистан). 
У 1992 р. родина Ісмаїлових повернулася до Криму. 
Рустем навчався у Кримському інституті бізнеса, який закінчив у 2006 р. 
Рустем Ісмаїлов працював консультантом-продавцем у торговельному центрі. Згодом працював будівельником, складальником меблів на приватному підприємстві та перекладачем з англійської мови на російську. 
До арешту Рустем Ісмаїлов з дружиною та трьома дітьми проживав у селі Кам’янка Сімферопольського району. 

## Кримінальне переслідування російською окупаційною владою
12 жовтня 2016 р. російські силовики провели обшуки у селах Кам’янка і Строгонівка Сімферопольського району. О шостій ранку Рустем і його дружина Фатма тільки прокинулися і збиралися зробити ранковий намаз, як у будинок увірвалися російські силовики, вибивши вхідні двері. Рустем спробував щось їм сказати, в той же момент йому нанесли удар, і вдягли наручники. Пізніше він умовив парвоохоронців дозволити йому нормально одягнутися, а потім йому знову вдягли наручники. Силовики грубо поводилися під час обшуку. Їх особливо цікавий хадж, який Рустем Ісмаїлов та Айдер Саледінов, якого заарештували того ж дня, напередодні здійснили до Мекки. Фатма Ісмаїлова розповідає: 
“Силовики перерили весь будинок. Знайшли 13 тисяч доларів, залишених на зберігання братом Рустема, у якого є бізнес в Краснодарському краї. Їх теж вилучили”. 
Рустема та чотирьох інших мусульман (Еміль Джемаденов, Айдер Саледінов, брати Теймур та Узеїр Абдуллаєви), яких затримали 12 жовтня 2016 р. у Кам’янці та Строгонівці, звинуватили у приналежності до партії “Хізб ут-Тахрір”. Рустему Ісмаїлову висунули підозру за ч. 2 ст. 205.5 Кримінального кодексу Російської Федерації (“участь в діяльності терористичної організації)”. Київський районний “суд” Сімферополя обрав усім п’ятьом фігурантам Сімферопольскої групи “справи Хізб ут-Тахрір” запобіжний захід у вигляді тримання під вартою. 
У грудні 2016 р. Ісмаїлов заявив, що його били та погрожували у будівлі ФСБ у Сімферополі. 
У лютому 2017 р. Рустема Ісмаїлова та Айдера Саледінова відправили до психіатричної лікарні для проходження примусової прихіатричної експертизи, яка була розцінена дружиною Рустема Фатмою як “каральна медичина”. 
29 грудня 2017 р. Фатма Ісмаїлова повідомила, що в камері сімферопольського СІЗО, де утримується Рустем Ісмаїлов, впав фрагмент стелі розмірами приблизно 1 кв. м впав Рустемові прямо на голову. На щастя, її чоловік «відбувся подряпинами на лобі, голові й на спині». 
У грудні 2018 р. Ісмаїлова та інших фігурантів Сімферопольскої групи “справи Хізб ут-Тахрір” етапували до СІЗО №1 у Ростові-на-Дону. 
18 червня 2019 р. Північно-Кавказький окружний військовий суд у Ростові-на-Дону виніс вирок фігурантам Сімферопольської групи “справи Хізб ут-Тахрір”. Рустема Ісмаїлова засудили до 14 років колонії суворого режиму. 24 грудня 2019 р. Верховний Суд РФ скоротив Рустему Ісмаїлову термін ув’язнення на 6 місяців - до 13 років і 6 місяців. 
У серпні 2019 р. адвокат Ісмаїлова Маммет Мамбетов повідомив, що співробітники СІЗО впродовж двох тижнів двічі проводили обшук у камері підзахисного. За словами адвоката, другий обшук більше схожий на погром - перегорнули все “догори дном”, однак невідомо що шукали.    
У січні 2020 р. Рустема Ісмаїлова етапували до СІЗО-1 міста Уфа. Незабаром він був переведений до лікарні при СІЗО. Впродовж півтора місяці Федеральна служба відбування покарань не повідомляла дружині Рустема Фатмі про місцеперебування та стан її чоловіка, поки 15 квітня 2020 р. адвокат Едем Семедляєв не довідався, що Рустем Ісмаїлов перебуває у виправній колонії №2 м. Салават (Республіка Башкортостан).  

## Родина
Рустем Ісмаїлов одружений (дружина Фатма), має доньку (Хадіджа) та двох синів (Халід і Фатіх).  